# Vujadin Radovanović
Vujadin Radovanović (cyrillique serbe : Вујадин Радовановић, né le 12 janvier 1962, à Mladenovac) est un auteur et dessinateur de bande dessinée serbe. Il vit à Mladenovac, en Serbie.

## Biographie
Diplômé de la faculté d'architecture de l'université de Belgrade (1989). Publie des bandes dessinées dans le magazine Yu Strip (1982 à 1989).

## Publications
- Pandora box scénario de Alcante, Éditions Dupuis, collection Empreinte(s)

2. La paresse, 2005.
- Candide ou l'optimisme, de Voltaire, scénario de Miroslav Dragan et Gorian Delpâture, Delcourt
  1. Volume 1, 2008.
  2. Volume 2, 2010.
  3. Volume 3, 2013.

  - Intégrale Candide ou l'optimisme, de Voltaire, 2013.